# Nursery Cryme
Nursery Cryme treći je studijski album britanskog sastava Genesis.

## Popis pjesama
Sve pjesme napisali su Tony Banks, Phil Collins, Peter Gabriel, Steve Hackett i Mike Rutherford, osim gdje je drugačije navedeno.
Strana A
1. "The Musical Box" (Banks, Collins, Gabriel, Hackett, Rutherford, Anthony Phillips) - 10:24
2. "For Absent Friends" - 1:44
3. "The Return of the Giant Hogweed" - 8:09

Strana B
1. "Seven Stones" - 5:08
2. "Harold the Barrel" - 2:59
3. "Harlequin" - 2:53
4. "The Fountain of Salmacis" (Banks, Collins, Gabriel, Hackett, Rutherford, Phillips) - 7:54

## Izvođači
- Peter Gabriel – vokal, flauta, bas bubanj, tamburin
- Steve Hackett – električna gitara, 12-žičana gitara
- Tony Banks – orgulje, mellotron, glasovir, 12-žičana gitara, prateći vokal
- Mike Rutherford – bas-gitara, 12-žičana gitara, prateći vokal
- Phil Collins - bubnjevi, vokal, udaraljke